# Stanisław Różycki (rektor)
Stanisław Różycki (ur. ok. 1600, zm. po 1651) – kanonik poznański, profesor prawa, rektor Akademii Krakowskiej.

## Życiorys
Studiował w Akademii Krakowskiej, bakałarzem został w 1622, magistrem nauk wyzwolonych w 1625. W 1629 był seniorem Bursy Jerozolimskiej. W 1632 został dziekanem i członkiem Kolegium Mniejszego oraz profesorem Szkół Nowodworskich. Od 30 października 1634 do 30 lipca 1641 wykładał w Akademii Lubrańskiego w Poznaniu. 9 grudnia 1636 został kanonikiem poznańskim kościoła św. Kazimierza, a w 1641 zrezygnował z tej godności. Jesienią 1641 powrócił do Krakowa zostając doktorem obojga praw i w 1647 członek Kolegium Prawników. Uchodził za wybitnego mówcę, filozofa i poetę. Publikował niewielkie rozprawki. W sezonie zimowym 1649/1650 wybrany został rektorem Akademii Krakowskiej. Popadł w konflikt z biskupem Piotrem Gembickim i na kolejną kadencję rektorską już go nie wybrano.